# Hans-Joachim Hoffmann-Nowotny
Hans-Joachim Hoffmann-Nowotny (* 17. März 1934 in Mülheim an der Ruhr; † 16. März 2004 in Zumikon) war ein deutscher Soziologe und von 1975 bis 2001 Professor an der Universität Zürich.

## Leben und Wirken

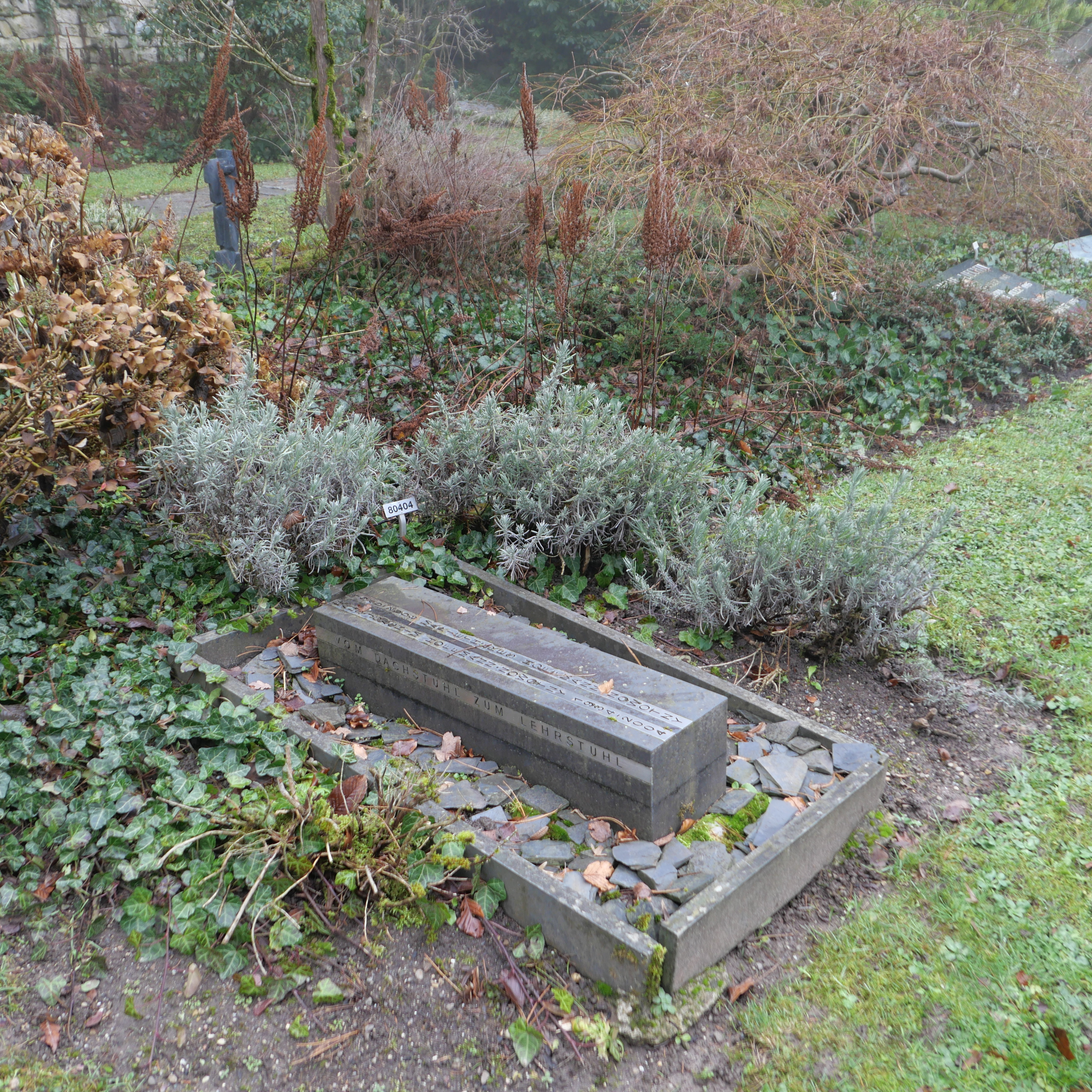
Grab von Hoffmann-Nowotny und seiner Frau auf dem Friedhof Fluntern in Zürich

Nach einer Ausbildung zum Dachdeckermeister und auf dem zweiten Bildungsweg erworbenem Abitur studierte Hoffmann-Nowotny ab 1961 an der Universität zu Köln bei René König Soziologie, ferner Sozialpsychologie, Volks- und Betriebswirtschaftslehre sowie Jurisprudenz und legte 1966 die Prüfung als Diplom-Volkswirt sozialwissenschaftlicher Richtung ab. 1969 wurde er an der Universität Zürich promoviert (summa cum laude), 1973 habilitiert und dort nach zwei Jahren als Privatdozent und außerordentlicher Professor 1975 zum ordentlichen Professor berufen. 2001 wurde er emeritiert.
Seine Forschungsgebiete lagen im Bereich der sozialen Indikatoren, der Familien- und Migrationssoziologie.
Hoffmann-Nowotny war mit der deutschen Lehrerin Maria Theresia „Marie Theres“, geb. Bohle (1940–2008), verheiratet. Er starb an einem langjährigen Krebsleiden und fand seine letzte Ruhestätte auf dem Friedhof Fluntern. In dem Grab wurde später auch seine Ehefrau bestattet. Der Grabstein trägt die Aufschrift „Vom Dachstuhl zum Lehrstuhl“.

## Werke (Auswahl)
- Migration. Ein Beitrag zu einer soziologischen Erklärung. Enke, Stuttgart 1970, DNB 570390710 (Dissertation, Universität Zürich, 1969).
- Soziologie des Fremdarbeiterproblems. Eine theoretische und empirische Analyse am Beispiel der Schweiz. Enke, Stuttgart 1973, ISBN 3-432-02273-5 (Habilitationsschrift, Universität Zürich, 1973).
- als Herausgeber: Das Fremde in der Schweiz: Ergebnisse soziologischer Forschung. Seismo, Zürich 2001, ISBN 3-908239-75-3.